# Gare d’Arvant
Gare d'Arvant – stacja kolejowa w Bournoncle-Saint-Pierre, w departamencie Górna Loara, w regionie Owernia-Rodan-Alpy, we Francji.
Jest stacją Société nationale des chemins de fer français (SNCF), obsługiwaną przez pociągi Intercités i TER Auvergne.

## Położenie
Znajduje się na wysokości 426 m n.p.m., na km 478,749 linii Saint-Germain-des-Fossés – Nîmes, pomiędzy przystankami Brassac-les-Mines - Sainte-Florine i Brioude. Jest też stacją końcową linii z Figeac.